# Al Mayassa bint Hamad Al Thani
Al Mayassa bint Hamad bin Khalifa Al Thani, född 1983 i Doha, är en qatarisk prinsessa och konstsamlare.
Al Mayassa bint Hamad är dotter till Hamad bin Khalifa Al Thani och Mozah bint Nasser Al Missned samt syster till Qatars emir Tamim bin Hamad Al Thani, Hon studerade 2003/04 på Paris 1-universitetet och på Institut d'Études Politiques de Paris ("Sciences Po"). Hon tog 2005 en kandidatexamen i statsvetenskap och litteraturvetenskap vid Duke University i USA.
Hon har ägnat sig åt uppbyggnad av konstinstitutioner i Qatar. Hon är ordförande i styrelsen för Qatar Museums och i den för Doha Film Institute.
Tidskriften Time ansåg Al Mayassa bint Hamad i april 2014 vara en av de 100 mest inflytelserika personerna i världen. Hon rankades som konstvärldens mest inflytelserika person av ArtReview 2013. Hon har svarat för inköp av ett antal dyrbara konstverk till Qatar och påstås ha köpt Paul Gauguins När ska du gifta dig? för 300 miljoner dollar, Paul Cezannes Kortspelarna 2012 för 250 miljoner dollar, Mark Rothkos White Center (Yellow, Pink and Lavender on Rose) 2007 för 70 miljoner dollar och ett Damien Hirst-skåp för 20 miljoner dollar samt har vidare köpt konstverk av Jeff Koons, Andy Warhol, Roy Lichtenstein och Francis Bacon.